# Castione Andevenno
Castione Andevenno (lombardul: Castiun de Suta) település Olaszországban, Sondrio megyében. Lakosainak száma 1529 fő (2023. január 1.). Castione Andevenno Albosaggia, Caiolo, Sondrio, Torre di Santa Maria és Postalesio községekkel határos.

## Népesség
A település népességének változása:
| Lakosok száma | 1569 | 1575 | 1529 |
|               | 2017 | 2018 | 2023 |